# Copa del Mundo de Ciclismo de 2001
La Copa del Mundo de Ciclismo en el año 2001 tuvo los siguientes resultados:

## Calendario
| Prueba                   | Fecha         | País         | Vencedor           | Equipo del vencedor |
| ------------------------ | ------------- | ------------ | ------------------ | ------------------- |
| Milán-San Remo           | 24 de marzo   | Italia       | Erik Zabel         | Telekom             |
| Tour de Flandes          | 8 de abril    | Bélgica      | Gianluca Bortolami | Tacconi Sport       |
| París-Roubaix            | 15 de abril   | Francia      | Servais Knaven     | Domo-Farm Frites    |
| Lieja-Bastoña-Lieja      | 22 de abril   | Bélgica      | Oscar Camenzind    | Lampre-Daikin       |
| Amstel Gold Race         | 28 de abril   | Países Bajos | Erik Dekker        | Rabobank            |
| Clásica de San Sebastián | 11 de agosto  | España       | Laurent Jalabert   | CSC                 |
| HEW Cyclassics           | 19 de agosto  | Alemania     | Erik Zabel         | Telekom             |
| G. P. Suiza              | 26 de agosto  | Suiza        | Paolo Bettini      | Mapei-Quick Step    |
| París-Tours              | 7 de octubre  | Francia      | Richard Virenque   | Domo-Farm Frites    |
| Giro de Lombardía        | 20 de octubre | Italia       | Danilo Di Luca     | Acqua & Sapone      |

## Clasificaciones

### Individual
| Posición | Ciclista             | Equipo           | Puntos |
| -------- | -------------------- | ---------------- | ------ |
|          | Erik Dekker          | Rabobank         | 331    |
| 2        | Erik Zabel           | Telekom          | 250    |
| 3        | Romāns Vainšteins    | Domo-Farm Frites | 229    |
| 4        | Paolo Bettini        | Mapei-Quick Step | 201    |
| 5        | Davide Rebellin      | Liquigas-Pata    | 170    |
| 6        | Francesco Casagrande | Fassa Bortolo    | 156    |
| 7        | Richard Virenque     | Domo-Farm Frites | 150    |
| 8        | Oscar Camenzind      | Lampre-Daikin    | 141    |
| 9        | Gianluca Bortolami   | Tacconi Sport    | 130    |
| 10       | Johan Museeuw        | Domo-Farm Frites | 116    |

### Por equipos
| Posición | Equipo           | País         | Puntos |
| -------- | ---------------- | ------------ | ------ |
| 1        | Rabobank         | Países Bajos | 73     |
| 2        | Domo-Farm Frites | Bélgica      | 64     |
| 3        | Mapei-Quick Step | Italia       | 55     |